# Intel-5-Serie

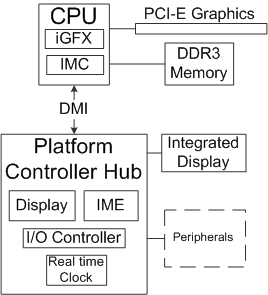
Architektur der Intel-5-Serie

Die Intel-5-Serie stellt den Nachfolger der Intel-4-Serie dar und ist die erste Generation von Chipsätzen, welche für die Sockel 1366 und 1156 vorgesehen ist. Abgesehen vom X58, weichen alle Vertreter der Serie vom Drei-Chip-Design vorheriger Generationen ab. Die Funktionen der Northbridge sind in den Prozessor integriert (Platform Controller Hub).

## Modellübersicht
| Chipsatz | Desktop- Markt- segment | offizieller Launch | Codename    | Prozess | Sockel | South- bridge | System- bus        | TDP    | PCI-Express |
| -------- | ----------------------- | ------------------ | ----------- | ------- | ------ | ------------- | ------------------ | ------ | ----------- |
| H55      | Business                | Q1 2010            | Ibexpeak-H  | 065 nm  | 1156   | entfällt      | DMI x4/x2          | 05,2 W | FDI-Support |
| H57      | Business                | Q1 2010            | Ibexpeak-H+ | 065 nm  | 1156   | entfällt      | DMI x4/x2          | 05,2 W | FDI-Support |
| P55      | Mainstream              | Q3 2009            | Ibexpeak    | 065 nm  | 1156   | entfällt      | DMI x4/x2          | 04,7 W | 2.0         |
| Q57      | Low-End                 | Q1 2010            | Ibexpeak-Q  | 065 nm  | 1156   | entfällt      | DMI x4/x2          | 05,1 W | FDI-Support |
| X58      | High-End                | Q4 2008            | Tylersburg  | 065 nm  | 1366   | ICH10/ ICH10R | QPI: 4,8/ 6,4 GT/s | 24,1 W | 2.0         |